# Saison 1985-1986 de la LHOu
Saison précédente Saison suivante
La saison 1985-1986 est la 20e saison de hockey sur glace de la Ligue de hockey de l'Ouest. Les Blazers de Kamloops remporte la Coupe du Président en battant en finale les Tigers de Medicine Hat.

## Saison régulière
Avant le début de la saison, les Wings de Kelowna sont relocalisés vers Spokane das l'État de Washington aux États-Unis et sont renommés les Chiefs de Spokane. Les Breakers de Seattle pour leur part changent de nom pour devenir les Thunderbirds de Seattle.

### Classement
| Division Est             | PJ | V  | D  | N | Pts | BP  | BC  |
| ------------------------ | -- | -- | -- | - | --- | --- | --- |
| Tigers de Medicine Hat   | 72 | 54 | 17 | 1 | 109 | 384 | 245 |
| Raiders de Prince Albert | 72 | 52 | 17 | 3 | 107 | 424 | 257 |
| Pats de Regina           | 72 | 45 | 26 | 1 | 91  | 384 | 295 |
| Blades de Saskatoon      | 72 | 38 | 28 | 6 | 82  | 381 | 360 |
| Broncos de Lethbridge    | 72 | 27 | 42 | 3 | 57  | 314 | 379 |
| Warriors de Moose Jaw    | 72 | 25 | 44 | 3 | 53  | 294 | 375 |
| Wheat Kings de Brandon   | 72 | 24 | 46 | 2 | 50  | 324 | 438 |
| Wranglers de Calgary     | 72 | 23 | 47 | 2 | 48  | 288 | 378 |

| Division Ouest            | PJ | V  | D  | N | Pts | BP  | BC  |
| ------------------------- | -- | -- | -- | - | --- | --- | --- |
| Blazers de Kamloops       | 72 | 49 | 19 | 4 | 102 | 449 | 299 |
| Winter Hawks de Portland  | 72 | 47 | 24 | 1 | 95  | 438 | 348 |
| Chiefs de Spokane         | 72 | 30 | 41 | 1 | 61  | 373 | 413 |
| Thunderbirds de Seattle   | 72 | 27 | 43 | 2 | 56  | 330 | 406 |
| Bruins de New Westminster | 72 | 25 | 45 | 2 | 52  | 276 | 373 |
| Cougars de Victoria       | 72 | 22 | 49 | 1 | 45  | 346 | 439 |

### Meilleurs pointeurs
| Joueur          | Équipe                  | PJ | B  | A   | Pts | Pun |
| --------------- | ----------------------- | -- | -- | --- | --- | --- |
| Rob Brown       | Kamloops                | 69 | 58 | 115 | 173 | 171 |
| Simon Wheeldon  | Victoria                | 70 | 61 | 96  | 157 | 85  |
| Ken Morrison    | Kamloops/ Prince Albert | 72 | 83 | 67  | 150 | 65  |
| Randy Smith     | Saskatoon               | 70 | 60 | 86  | 146 | 44  |
| Ken Priestlay   | Victoria                | 72 | 73 | 72  | 145 | 45  |
| Rod Matechuk    | Saskatoon               | 72 | 57 | 78  | 135 | 93  |
| Ray Podloski    | Kamloops                | 66 | 59 | 75  | 134 | 69  |
| Mike Nottingham | Kamloops                | 70 | 61 | 70  | 131 | 101 |
| Craig Endean    | Seattle                 | 70 | 58 | 70  | 128 | 34  |
| Dave Waldie     | Prince Albert           | 72 | 68 | 58  | 126 | 63  |

## Séries éliminatoires
Nota: les équipes de la division Est prirent part à une ronde préliminaire appelée « round-robin ».
| Équipes                  | V | D | Résultat |
| ------------------------ | - | - | -------- |
| Raiders de Prince Albert | 9 | 1 | Qualifié |
| Tigers de Medicine Hat   | 8 | 2 | Qualifié |
| Blades de Saskatoon      | 7 | 3 | Qualifié |
| Warriors de Moose Jaw    | 4 | 6 | Qualifié |
| Broncos de Lethbridge    | 1 | 9 | Éliminé  |
| Pats de Regina           | 1 | 9 | Éliminé  |

|  | Quarts de finale         | Quarts de finale         |                        |   | Demi-finales | Demi-finales |  |  | Finale | Finale |
|  | Quarts de finale         | Quarts de finale         |                        |   | Demi-finales | Demi-finales |  |  | Finale | Finale |
|  |                          |                          |                        |   |              |              |  |  |        |        |
|  |                          |                          |                        |   |              |              |  |  |        |        |
|  |                          |                          |                        |   |              |              |  |  |        |        |
|  | Tigers de Medicine Hat   | 3                        |                        |   |              |              |  |  |        |        |
|  | Tigers de Medicine Hat   | 3                        |                        |   |              |              |  |  |        |        |
|  | Warriors de Moose Jaw    | 0                        |                        |   |              |              |  |  |        |        |
|  | Warriors de Moose Jaw    | 0                        | Tigers de Medicine Hat | 4 |              |              |  |  |        |        |
|  |                          |                          | Tigers de Medicine Hat | 4 |              |              |  |  |        |        |
|  |                          | Raiders de Prince Albert | 3                      |   |              |              |  |  |        |        |
|  | Raiders de Prince Albert | Raiders de Prince Albert | 3                      | 3 |              |              |  |  |        |        |
|  | Raiders de Prince Albert |                          |                        | 3 |              |              |  |  |        |        |
|  | Blades de Saskatoon      | 0                        |                        |   |              |              |  |  |        |        |
|  | Blades de Saskatoon      | 0                        | Tigers de Medicine Hat | 1 |              |              |  |  |        |        |
|  |                          |                          | Tigers de Medicine Hat | 1 |              |              |  |  |        |        |
|  |                          | Blazers de Kamloops      | 4                      |   |              |              |  |  |        |        |
|  | Blazers de Kamloops      | Blazers de Kamloops      | 4                      | 5 |              |              |  |  |        |        |
|  | Blazers de Kamloops      |                          |                        | 5 |              |              |  |  |        |        |
|  | Thunderbirds de Seattle  | 0                        |                        |   |              |              |  |  |        |        |
|  | Thunderbirds de Seattle  | 0                        | Blazers de Kamloops    | 5 |              |              |  |  |        |        |
|  |                          |                          | Blazers de Kamloops    | 5 |              |              |  |  |        |        |
|  |                          | Winter Hawks de Portland | 1                      |   |              |              |  |  |        |        |
|  | Winter Hawks de Portland | Winter Hawks de Portland | 1                      | 5 |              |              |  |  |        |        |
|  | Winter Hawks de Portland |                          |                        | 5 |              |              |  |  |        |        |
|  | Chiefs de Spokane        | 4                        |                        |   |              |              |  |  |        |        |
|  | Chiefs de Spokane        | 4                        |                        |   |              |              |  |  |        |        |

## Honneurs et trophées
Nota : la LHOu nomma deux gagnants pour certain trophée, soit un pour la division Est et l'autre pour l'Ouest.
- Trophée Scotty-Munro, remis au champion de la saison régulière : Tigers de Medicine Hat.
- Trophée du Joueur le plus utile (MVP), remis au meilleur joueur : Est : Emanuel Viveiros, Raiders de Prince Albert. Ouest : Rob Brown, Blazers de Kamloops.
- Trophée Daryl-K.-(Doc)-Seaman, remis au meilleur joueur étudiant : Mark Janssens, Pats de Regina.
- Trophée Bob-Clarke, remis au meilleur pointeur : Rob Brown, Blazers de Kamloops.
- Trophée du meilleur esprit sportif : Est : Randy Smith, Blades de Saskatoon. Ouest: Ken Morrison, Blazers de Kamloops.
- Trophée commémoratif Bill-Hunter, remis au meilleur défenseur : Est : Emanuel Viveiros, Raiders de Prince Albert. Ouest: Glen Wesley, Winter Hawks de Portland.
- Trophée Jim-Piggott, remis à la meilleure recrue : Est : Neil Brady, Tigers de Medicine Hat. Ouest (égalité) : Ron Shudra, Blazers de Kamloops et Dave Waldie, Winter Hawks de Portland.
- Trophée Del-Wilson, remis au meilleur gardien : Mark Fitzpatrick, Tigers de Medicine Hat.
- Trophée Dunc-McCallum, remis au meilleur entraîneur : Est : Terry Simpson, Raiders de Prince Albert.